# Інформатика в школі
«Інформатика в школі» — український науково-методичний журнал. 

## Історія та зміст
Заснований видавничою групою «Основа» у квітні 2008 року в Харкові. 
Виходив щомісяця, матеріали друкував українською та російською мовами. Тираж — 2940 примірників. Публікував методичні поради, розробки уроків та позакласних заходів; рекомендації щодо проведення практикумів; комп'ютерні презентації до занять; матеріали для самоосвіти вчителя тощо.
Рубрики: «Перші кроки», «На урок з інформатикою», «Творча майстерня», «Мій досвід», «Методичний орієнтир», «Позакласна робота», «Історія інформатики», «На допомогу вчителю». 
Головний редактор з 2009 року — Г. Новак.
Видання припинено у 2020 році.